# Podmornica
Podmornica je vsako pomorsko plovilo, ki je zmožno plutja pod in na morski gladini; po navadi plujejo pod morsko gladino, od tu tudi ime (podmornica -> pod + mor(je) + nica).

## Princip delovanja podmornice

### Plovnost in statično potapljanje
Najpomembnejši je Arhimedov zakon:
"V kapljevini potopljeno telo je lažje za težo kapljevine, ki jo telo izpodrine."
To uporabljamo na več načinov:
- gostota podmornice je manjša od gostote vode in podmornica plava
- gostota podmornice je večja od gostote vode in podmornica tone
- ob mirovanju na določeni globini mora biti gostota podmornice enaka gostoti vode

|  |  |  |

Te zakonitosti podmornice uporabljajo pri statičnem potopu, ko polnijo ali praznijo svoje balastne tanke.

### Dinamično potapljanje
V globinah nam balastni tanki ne omogočajo natančne lege, zato uporabimo dinamično potapljanje. S posebej oblikovanimi površinami – plavutmi, pri določeni hitrosti ustvarimo dinamični vzgon. Z vektorjem te sile lahko določamo smer plovbe podobno kot to počnejo letala v zraku.

## Razvoj podmornic in podmorniškega orožja

### Antika
Prvi potop s podmornico naj bi opravil sam Aleksander Veliki, zaprt v steklen valj naj bi opazoval podvodno favno in floro. Iz antike je znan še Arhimedov potapljaški zvon. Prvi prikaz podmornice v javnosti je predstavitev Nizozemca van Drebbla v Londonu, v Temzi leta 1620. Njegov zaprt lesen čoln se je potopil skupaj s kraljem Jakobom I. za nekaj zelo napetih minut pod gladino reke Temze.

### 18. stoletje
Prva vojaška podmornica v zgodovini je bila ameriška podmornica Turtle iz leta 1775. To je bilo želodasto oblikovano podvodno plovilo na ročni pogon, ki ga je razvil ameriški inženir David Bushnell. Podmornica je imela prostor za eno osebo. Turtle je bilo prvo neodvisno podvodno plovilo ter prvo podvodno plovilo, ki je za premikanje uporabljalo propeler. Med Ameriško vojno za neodvisnost, je narednik Ezra Lee s Turtle 7. septembra 1776 neuspešno poskušal potopiti britansko vojno ladjo HMS Eagle (1774). Eagle je bila admiralska ladja pri blokadi newyorškega pristanišča.
Leta 1800 je ameriški inženir Robert Fulton v Franciji zgradil podobno podvodno plovilo na človeški pogon. To podmornico je poimenoval Nautilus. Francija je leta 1804 projekt zavrgla, podobno pa so storili tudi Britanci, ki so se prav tako zanimali za Fultonov projekt.

### 19. stoletje
V 19. stoletju se je veliko ljudi ukvarjalo z razvojem podmornic, a glavni problem, pogon, je še vedno ostal. Poskusili so vse, od pare do človeškega pogona, kot tudi stisnjen zrak in shranjevanje energije v baterijah. Para je bila nevarna, ljudje se hitro izčrpajo, zrak in elektrika pa nista zagotavljala velike avtonomije.
Ideja izumitelja Johna Hollanda je rešila zadnji večji problem. Holland je v svojo podmornico vgradil motor z notranjim zgorevanjem, ki je zagotavljal dovolj energije za površinsko plovbo in polnjenje baterij, ki so bile vir energije pod vodo. Ob številnih porabnikih, ki so poleg pogona zahtevali električno energijo (ventili, črpalke, grelci, dvigala, luči, navigacijska oprema,...), so se baterijska polja hitro izpraznila. Naloga kapitana je bila razpolagati z električno energijo in izbirati med vzdržljivostjo ali hitrostjo. Poleg kapacitete baterij je čas potopa reguliral tudi zrak v zaprtem trupu podmornice, ki ni dovoljeval kakšnih daljših potopov, zato so prve podmornice bolj podvodne ladje, Američani so za to skovali izraz submersible. 
Prvi motorji v podmornicah so bili bencinski, imeli so dobro razmerje moč/teža, le bencin je predstavljal veliko nevarnost. Nato so poskusili s kerozinom, nazadnje pa so vgradili dizelski motor, ki je še danes popularen med podmorniškimi pogoni. Problemi z dizelskimi motorji so bili v začetku zanesljivost in razmerje moč/teža, ter kasneje, v času 1. sv. vojne tudi pomankanje odličnih MANovih motorjev na svetovnem tržišču.

### Ameriška državljanska vojna
Med ameriško državljansko vojno sta obe strani uspešno uporabili več različnih modelov podmornic. Konfederacija je podmornice uporabljala pri napadu na unionistične ladje, ki so blokirale južna pristanišča. V drugi polovici leta 1861 sta obstajali vsaj dve neimenovani konfederacijski podmornici. Prvo so opazili v James River v Virginiji, drugo pa v  New Orleansu.  Unionisti so se sprva zanimali za podmornice zgolj z vidika čiščenja podvodnih zaprek, v začetku leta 1861 pa so začeli razmišljati tudi o njihovi uporabnosti pri napadu na sovražno ladjevje. Maja 1861 je francoski inženir Brutus de Villeroi v philadelphijskem pristanišču  preizkusil svojo podmornico Alligator, ki naj bi jo nato uporabljala mornarica unionistov.
Podatki o dejanskem obstoju in uporabi podmornic v ameriški državljanski vojni so redki. Iz ohranjenih dokumentov pa je kljub vsemu razvidno, da je v vojni na obeh straneh sodelovalo več kot dvajset različnih podmornic .

### 1. svetovna vojna
Tekma med Združenim kraljestvom in Nemčijo, ter v Aziji med Rusijo in Japonsko je bila podlaga za nagel razvoj podmornic med vojno. Razglasitev embarga nad Nemčijo je vodila k številnim izboljšavam podmornic, najprej za potrebe njihovega boljšega delovanja proti sovražnikovim vojnim ladjam, kasneje tudi proti sovražnikovim trgovskim in potniškim ladjam. (primer: Lusitania)
Razvoj je doletel tudi glavno orožje - torpedo. V ameriški državljanski vojni je bil torpedo kovinski valj napolnjen z eksplozivom, z dokaj nezanesljivim poteznim ali časovnim proženjem. Kasneje so torpedu dodali še lasten pogon in stabilizacijski sistem, namesto namestitve torpeda ob ladijski trup pa so izumili pnevmatske lansirne cevi. Večina podmornic je v vojno vstopila z 18-palčnimi (457 mm) ali 450 mm torpedi, odvisno od merskega sistema države, premer je naraščal, konec vojne pa so bili v uporabi 21-palčni (533 mm) in 500 mm torpedi. Nemci so takrat razvijali 600 mm torpedo.
Topovi so se pojavili v večjem številu in standardni oborožitvi leta 1916, v 76 mm, 88 mm in 102 mm izvedbi. Uporabljali so se predvsem za napade na trgovske ladje, ker je topovskega streliva več. Podmornice so imele povprečno od 2-10 torpedov.

### 2. svetovna vojna
Primer podmornice iz konca druge svetovne vojne je nemška podmornica, razreda XXI, ki je prišla v uporabo leta 1944. Ta podmornica predstavlja največji korak v razvoju tehnologije podmornic. Pred tem so bile podmornice namreč načrtovane za plovbo na gladini in so se potopile le za krajše časovno obdobje (do 2 dni), profesor Hellmuth Walter pa je izdelal podmornico, ki je bila skonstruirana izključno za podvodno premikanje. Projekt se je začel konec leta 1942, ko so v Kriegsmarine sprevideli, da zavezniki počasi dobivajo premoč na Atlantiku, nove podmornice naj bi zamenjale ostarele podmornice Tip VII in Tip IX, katerih osnove so datirale v čas prve svetovne vojne. Prvo so izdelali 19. aprila 1944, do konca vojne pa sta na bojne naloge izpluli samo dve podmornici tipa XXI, več jih je bilo v gradnji.
Vse na njej je bilo novo, stari palubni topovi so bili zamenjani z novimi (protiletalskimi), ki so bili montirani na vsako stran stolpa, večina mehanizmov je bila umaknjena pod lupino, klasičen podest na stolpu pa so zamenjale tri lopute za opazovalce. Vse te izboljšave so pripomogle k manjšemu podvodnemu uporu. Te podmornice so uporabljale tudi nov tip torpeda, ki je deloval na principu sledenja zvoku ladijskega vijaka in motorjev. Ta tip podmornic ima vgrajen nov polnitveni sistem, ki omogoča izstrelitev 18 torpedov v 20 minutah, Nemci pa so pri izgradnji teh podmornic uporabili tudi nov sistem gradnje po odsekih, ki je omogočal izdelavo odsekov v več različnih krajih v notranjosti Nemčije. Čas gradnje so tako zmanjšali za 33 %, na približno 300.000 delovnih ur.

### Hladna vojna
Obstajal je nemški načrt, v katerem so podmornice oborožene z raketami V2, s katerimi bi nato bombardirali New York. A iz tega ni izhajal načrt Američanov, da združijo nesluteno moč raket velikega dosega s podmornico. Prvi poskusi so vsebovali predelano raketo V1, sedaj imenovano KUW-1 Loon, ki je vzletela s palube podmornice. Slaba stran tega je bil obvezen prihod na površje. Dodali so radijsko vodenje in leta 1950 je projektil Loon vodeno preletel 195 km. Rojen je voden podmorniški projektil. Naslednik projekta Loon je projekt Regulus, s katerim je bila prva oborožena USS Tuny 1953. Projekt Polaris je prinesel veliko močnejše balistične rakete, sedanje vodene rakete Regulus pa so opustili, ker je prevladalo mišljenje o potrebi prenosa velike jedrske moči na oddaljene cilje.
Revolucionarnost jedrskega pogona gre primerjati z revolucionarnostjo vgraditve motorja z notranjim zgorevanjem v prve podmornice. Obstajala je cela kopica različnih eksotičnih pogonov, od peroksidnega do jedrskega, povsod pa je bilo potrebno prebroditi ogromno tehnoloških ovir in težav. Za jedrski reaktor znanstveniki niso bili prepričani, če se ga lahko prilagodi uporabi v podmornicah. Ameriška mornarica je na pobudo Rossa Gunna odprla projekt Atomske baterije v Oak Ridge, Tennessee. Zaradi birokracije so projekt opustili, nekaj sodelujočih znanstvenikov in novi pobudnik Rickover pa je napisalo pismo generalu Nimitzu, ki je akcijo takoj podprl. Stari kopenski reaktorji so bili težki in veliki, saj so bili zgrajeni iz ogljikovih kock. Rickover je zato skonstruiral nov vodni visokotlačno hlajeni reaktor. Uporabljal je vodo za upočasnjevanje nevtronov in kot sredstvo za hlajenje. Proizvedena para je poganjala parno turbino in tako proizvajala ogromno električne energije, ki so jo uporabljali tudi za razcep vode na vodik in kisik. Slednjega so uporabljali za dihanje na dolgih potopih. Edina stvar, ki je odslej omejevala podvodno plovbo je tako postala le količina hrane na krovu.
Za USS Nautilus uporabijo preizkušeno obliko razvito iz nemškega tipa XXI. 21. januarja 1954 je predsednikova žena Mamie Eisenhower krstila prvo jedrsko podmornico, ki so jo poimenovali USS Nautilus.
Sovjeti svojo prvo jedrsko podmornico K3 splavijo leta 1958. Nastala je iz projekta 627(November), po načrtih Pergudova in Dollezhala. Tej sledi še 12 napadalnih podmornic razdreda Kit. Enak reaktor so Rusi uporabili še pri projektih 658 (Hotel) in 659 (Echo). Oba razreda teh podmornic sta bila oborožena s protiladijskim sistemom velikega dosega. Hiter ruski razvoj je sprožil veliko reakcijo v NATO paktu, kar je vodilo v tekmo podmorniških velesil. Ena takih tekem je tudi tekma za osvojitev severnega tečaja. USS Nautilus je 23. julija 1958 odšla na nalogo iz Pearl Harbourja in 3. avgusta zaplula 16 m pod debelim ledenim oklepom točno pod severnim polom. Novico je svet prejel 2 dni kasneje, ko je podmornica dosegla kraj, kjer se je lahko dvignila na površje in oddala signal.

### Podmornice danes
Desetletja uporabe jedrske energije so pokazale tudi nekatere slabe lastnosti jedrskih podmornic. Sam jedrski reaktor ima maso 1.500 t, primerljivo s celotno maso največjih podmornic iz druge svetovne vojne. Jedrskega pogona zaradi tega ne moremo uporabiti v manjših, obalnih ali vohunskih podmornicah. Naslednja logična stopnja v razvoju je uporaba nejedrskih od zraka neodvisnih pogonov, take podmornice sedaj gradijo evropske države (Švedska tip A17S, Nemčija tip 212 in 214).

## Delitev podmornic
- Avtonomno podmorsko vozilo
- Raziskovalna podmornica
- strateške jedrske podmornice, tudi jedrske podmornice z balističnimi raketami
- jurišne jedrske podmornice
- jurišne jedrske podmornice z manevrirnimi raketami
- konvencionalne podmornice, tudi dizel-električne podmornice
- AIP podmornice ali od zraka neodvisne podmornice
- nekonvencionalne podmornice, tudi parne ali parno-električne
- reševalne podmornice
- žepne podmornice
- podmornice minopolagalke
- podmornice letalonosilke
- podmornice topnjače